# James Hey
Pour les articles homonymes, voir Hey.
James Stanley Hey, né le 5 janvier 1909 à Nelson (Lancashire), et mort le 27 février 2000 à Eastbourne, est un ingénieur et physicien britannique qui s'est illustré dans le domaine des radars et de la radioastronomie.

## Biographie
James Hey entre à l'université de Manchester comme boursier en 1927 après l'obtention d'un higher school certificate scientifique. Diplomé en 1930 il entre au laboratoire de cristallographie de William Lawrence Bragg,,,.
La Grande Dépression du début des années 30 l'oblige à abandonner son projet de thèse et trouver un poste d'enseignant à la Rydal  School puis à la Burnley Grammar School.
En 1940 il entre au ministère des fournitures pour l'armée et est affecté à l'Army Operational Research Group (AORG) après une formation sous la direction de John Ratcliffe au AA Command Radio School. Il travaille sur les radars de défense à Richmond Park : conception, propagation et traitement du signal pour la trajectographie et les contre-contre-mesures. À cette occasion il découvre l'émission d'ondes radio par le soleil et la réflexion par les sillages météoritiques. Il confirmera cette dernière observation par une campagne de mesures à la fin de la guerre. À la suite d'une campagne d'observations faite à la même époque (1946-1948) il identifie pour la première fois une émission extragalactique en provenance de la région constellation du Cygne (source qui sera plus tard identifiée à Cygnus A).
En 1949 Hey prend la direction de l'AORG jusqu'en 1952, date à laquelle il redevient chercheur au groupe de physique du Royal Radar Establishment à Malvern où il travaille sur la rétrodiffusion des ondes électromagnétiques, l'émission stellaire, l'interférométrie à haute résolution, la réflexion des ondes sur la Lune et la turbulence atmosphérique.
En 1969 il prend sa retraite à Eastbourne. Lorsque son épouse devient grabataire il invente un lit médicalisé dont le développement sera soutenu par la Royal Society.

## Ouvrages
- (en) J. S. Hey, The Radio Universe, Pergamon Press, 1971 (ISBN 978-0080157412)
- (en) J. S. Hey, Evolution of Radio Astronomy, Science History Publications, 1973 (ISBN 978-0882020273)

## Distinctions
- Ordre de l'Empire britannique (1945).
- Membre de la Royal Astronomical Society (1947).
- Docteur de l'université de Manchester sur la base des travaux effectués dans les années 40 (1950).
- Médaille Eddington de la Royal Astronomical Society (1959)[2].
- Membre de la Royal Society (1978)[6].

L'astéroïde 22473 Stanleyhey a été ainsi nommé en son honneur.